# Bob Nugent
Robert Cornelius Nugent, detto Bob (Syracuse, 18 settembre 1915 – Rome, 4 giugno 1995), è stato un cestista statunitense, professionista nella NBL.

## Carriera
Giocò per una stagione nella NBL, disputando 31 partite con 3,5 punti di media.